# Kamienica przy ulicy Czystej 1 w Krakowie
Kamienica przy ulicy Czystej 1 – zabytkowa kamienica znajdująca się w Krakowie, w dzielnicy I przy ul. Czystej 1 na rogu z ul. Dolnych Młynów 4, na Piasku.
Kamienica została wzniesiona w 1893 roku, według projektu architekta Stefana Ertela.  W 1931 roku budynek został nadbudowany według projektu Władysława Jurgowskiego.
10 grudnia 1992 kamienica została wpisana do rejestru zabytków. Znajduje się także w gminnej ewidencji zabytków.